# 세키 다카미치
세키 다카미치(일본어: 関 隆倫, 1981년 1월 16일 ~ )는 일본의 전 축구 선수이다.

## 구단 경력
과거 오미야 아르디자, 미토 홀리호크, 콘사돌레 삿포로에서 활동하였다.